# Senelle
La Senelle est une rivière française de Normandie, affluent de la Douve en rive droite, dans le département de la Manche.

## Hydronymie
Albert Dauzat a vu dans le nom de la Senelle un dérivé de celui de la Sienne.
Marie-Thérèse Morlet rattache senelle au mot "senne" (ou "seine"), désignant des filets de pêche disposés en nappes formant un demi-cercle (surnom d'un pêcheur ou d'un fabricant de filets). A envisager aussi un hydronyme évoquant l'aubépine, la senelle \sə.nɛl\, variante orthographique de cenelle. La cenelle rouge, dont les grives sont friandes. L’acenelle est devenu la « cenelle » par déglutination de l’article.

## Géographie
De 13,7 km de longueur
La Senelle prend sa source dans la commune de Lithaire et prend la direction du nord-est puis de l'est. Elle réoriente son cours vers le nord-est en entrant sur le territoire de Prétot-Sainte-Suzanne. Elle se joint aux eaux de la Douve entre Les Moitiers-en-Bauptois et Cretteville, après un parcours de 13,7 km au sud de la péninsule du Cotentin.